# Луї Долло
Луї Антуан Марі Жозеф Долло (фр. Louis Antoine Marie Joseph Dollo; 1857—1931) — бельгійський палеонтолог, відомий своїми роботами про динозаврів. Він також запропонував гіпотезу, згідно з якою еволюція не є зворотньою, відому як закон Долло . Разом з австрійцем Отеніо Абелем Долло заклав основи палеобіології.

## Раннє життя
Луї Долло народився у Ліллі на півночі Франції, за національністю був бретонцем. Він навчався в École Centrale de Lille у геолога Жюля Госселе та зоолога Альфреда Жіара, обидва з яких вплинули на молодого Долло. У 1877 році він отримав диплом інженера. Після закінчення навчання він п'ять років працював у гірничодобувній промисловості, але водночас розвинув пристрасть до палеонтології. У 1879 році він переїхав до Брюсселя.

## Ігуанодони
Протягом трьох років, починаючи з 1878 року, він керував розкопками знаменитої знахідки кількох ігуанодонів у Берніссарі на півдні Бельгії. Він присвятив себе їх вивченню як науковому захопленню, спочатку одночасно зі своєю інженерною кар'єрою. У 1882 році став асистентом натураліста в Королівському бельгійському інституті природничих наук. Долло став членом Наукового товариства Лілля та Геологічного товариства Лондона.
З 1882 по 1885 роки, будучи керівником відділу викопних решток хребетних Королівського інституту, Долло працював над реконструкцією скелетів ігуанодонів, оскільки необхідно було показати їх на задніх лапах. Перший був зібраний в інтер'єрі закинутої церкви, яку Долло використовував як майстерню. Дванадцять із цих скелетів були головною визначною пам'яткою Музею природничих наук Королівського інституту. Долло співпрацював зі своїм колишнім професором Альфредом Жіаром та Університетом Лілль-Норд-де-Франс.

## Закон Долло
Близько 1890 року він сформулював гіпотезу про незворотній характер еволюції, пізніше відому як «закон Долло». Згідно з його гіпотезою, структура або орган, втрачений під час еволюції, не з'явиться в цьому організмі. Цю гіпотезу в основному приймали, поки Майкл Ф. Вайтінг не виявив у 2003 році, що деякі комахи, які втратили крила, повернули їх через мільйони років. Однак на молекулярному рівні він був відновлений у 2009 році в результаті дослідження глюкокортикоїдних рецепторів.

## Палеобіологія
Долло продовжив роботу зі скам'янілостями на додаток до вивчення динозаврів та їхньої екології. Він був одним з перших, хто вивчав викопних тварин як частину екосистеми. Через це він відіграв важливу роль у розвитку палеобіології, і він підтримував широке листування з Отеніо Абелем, іншим відомим раннім палеобіологом.
З 1909 року він викладав палеонтологію у Вільному університеті Брюсселя, а в 1912 році отримав медаль Мерчісона.

## Праці

### Класифікації тварин
- Hypsilophodontidae, 1882
- Boulengerina, 1886
- Cryptodira: Eurysternidae, 1886
- Iguanodontia: Iguanodon bernissartensis, 1888
- Iguanodontia: Iguanodon mantelli, 1888
- Prognathodon, 1889
- Bathydraconidae Gerlachea australis, 1900
- Bathydraconidae Racovitzia glacialis, 1900
- Bathydraconidae, 1906
- Macrourinae: Cynomacrurus, 1909
- Elapidae
- Dyrosauridae

### Біографії Долло
- Othenio Abel, «Louis Dollo. 7 Dezember 1857–19 April 1931. Ein Rückblick und Abschied», in: Palaeobiologica, 4. 321—344 (1931).
- Victor Émile van Straelen, Louis Dollo: Notice biographique avec liste bibliographique. Bruxelles (1933).
- N. N. Yakovlev, "Memoirs about Louis Dollo, " Ezhegodn. Vsesoyuzn. Paleontol. O-va 10, 4–9 (1935).
- P. Brien, "Notice sur Louis Dollo, " Ann. Acad. R. Belg. Not. Biograph. 1, 69–138 (1951).
- L. Sh. Davitashvili, "Louis Dollo, " in Questions of the History of Sciences and Engineering, Vol. 3. pp. 103—108 (Moscow, 1957) [in Russian].
- N. N. Yakovlev, Memoirs of a Geologist Paleontologist (Nauka, Moscow, 1965) [in Russian].
- L. K. Gabunia, "Dollo Louis Antone Marie Joseph, " in Dictionary of Scientific Biography (New York), Vol. 4, pp. 147—148 (1971)
- L. K. Gabunia, Louis Dollo (1857—1931) (Nauka, Moscow, 1974) [in Russian].
- Yu. Ya. Soloviev, Louis Dollo, Paleontologicheskii Zhurnal, 2008, No. 6, pp. 103—107 [in Russian].
- Yu. Ya. Soloviev, 150th Anniversary of the birth of Louis Dollo (1857—1931), Paleontological Journal Volume 42, Issue 6, pp 681—684, October 2008.